# Semorina megachelyne
Semorina megachelyne là một loài nhện trong họ Salticidae.
Loài này thuộc chi Semorina. Semorina megachelyne được Crane miêu tả năm 1949.